# フランシスコ・デ・パウラ・サンタンデル
フランシスコ・デ・パウラ・サンタンデール（本名: フランシスコ・ホセ・デ・パウラ・サンタンデール・イ・オマーニャ、スペイン語名:  Francisco José de Paula Santander y Omaña 、1792年4月2日 - 1840年5月6日）は、コロンビアの軍人、政治家。ラテンアメリカの独立運動における英雄。コロンビアの初代大統領（在任1832年 - 1837年）。

## 生い立ち
1792年4月2日、コロンビアのククタに生まれる。父親はカカオのプランテーションを経営する裕福なクリオーリョだった。13歳でボゴタに留学し法学を学ぶ。サンタンデルはスペインの植民地支配下で、ヌエバ・グラナダ副王領での教育制度の不備に不満を持ち、早くから独立運動に強い関心を示していた。
1810年7月20日、コロンビアがアントニオ・ナリーニョの下で独立を宣言すると独立運動に身を投じた。同年10月26日、軍役に就き少尉となる。
カサナレでスペイン軍と戦い、その後、ベネズエラのアプーレに逃れる。コロンビアとベネズエラの国境地帯でジャネーロの指導者として徐々にその名を知られるようになり、シモン・ボリバルと出会い彼の部下になる。1813年以来、ボリバルの下で頭角を現し、1818年に准将に昇進。ボリバルは彼に「勝利を組織した男」との名称を与えた。

## 副大統領就任とボリバルとの対立

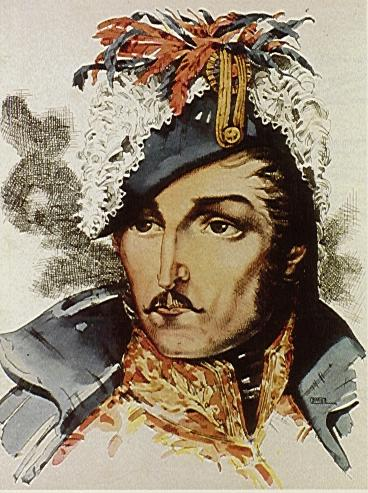
サンタンデルの肖像。サンティアゴ・マルティネス・デルガド画

1819年8月7日のボヤカの戦いでスペイン軍に勝利し、コロンビアの解放に成功。1821年11月3日、大コロンビアの副大統領に就任。ボリバルの南米解放闘争を支援し、彼の右腕あるいは腹心とみなされていたが、次第にボリバルとの政治的な意見の相違が目立つようになる。連邦主義を唱え、中央集権制を採るボリバルと対立。1826年には大コロンビアからのベネズエラの分離を画策するホセ・アントニオ・パエスと対立し、ボリビアから帰国したボリバルはサンタンデルに全権を与えて反乱に備えるが、ボリバルがパエスに恩赦を与えたことから関係が決裂。サンタンデルは副大統領を辞任する。同年3月にはペルーでサンタンデル派のコロンビア軍がサンタンデルを支持して反乱を起こすなど不穏な情勢になった。
こうした中で、1828年4月に開催されたオカーニャ会議では、大コロンビアの維持と中央集権制の強化を図るボリバル派の意向とは裏腹にサンタンデル派が勢力を増したため、両派の対立は激化。6月、対立と混乱を収拾できずに会議は閉幕した。

## ボリバル暗殺未遂事件
1828年8月27日、ボリバルが事実上のクーデターで終身大統領に就任。サンタンデルは解任され駐アメリカ大使に任命される。これを機に連邦派の不満が募り、サンタンデルは10月28日を期して反ボリバル・クーデターを計画するが、9月25日にはボゴタ中心部でサンタンデル派のペドロ・カルーホ少佐らによるボリバル暗殺未遂事件が発生。ボリバルは愛人のマヌエラ・サエンスの機転で辛くも難を逃れ、暗殺は未遂に終わった。
この事件で14人が処刑され、事件への関与を疑われたサンタンデルも死刑を宣告されるが、彼が暗殺の謀議に参加したという証拠はない（暗殺計画を知っていた可能性はあるが、彼自身はボリバルの暗殺に反対したという説もある）。最終的にボリバルはサンタンデルに恩赦を与えた。

## 後半生
サンタンデルはカルタヘナ・デ・インディアスの古城で1年あまり幽閉され、ボリバルの側近アントニオ・ホセ・デ・スクレ将軍の取り成しで国外追放に減刑された。
その後、サンタンデルはイギリス、ドイツ、フランス、イタリア、アメリカなどを転々とした。イギリスではジェレミ・ベンサムと会見し、ドイツではアレクサンダー・フォン・フンボルトと歓談したほか、ラテンアメリカ独立運動の英雄であるホセ・デ・サン＝マルティンとも南アメリカの問題について話し合っている。フランスではラファイエット侯爵と親交を深めるなど、各界の著名人と交流した。
特にラファイエットはサンタンデルと気が合ったようで、彼とボリバルを和解させるため、仲介の労を惜しまなかった。ラファイエットはボリバルに宛てて長文の手紙を書いたが、その手紙はボリバルが大コロンビアの大統領を辞任し、首都ボゴタを去ったため、彼の手元に届くことはなかった。
1830年にボリバルがコロンビアのサンタマルタで結核のために亡くなると、サンタンデルは亡命先のイタリアで彼の訃報を知った。サンタンデルは政敵であり、かつての盟友でもあるボリバルの死を悼み、彼の側近がボリバルの死を喜ぶと「ボリバルの死を喜ぶものは、愚か者しかいない!」と叱責したという。
ボリバル亡き後の大コロンビアでは、ボリバル派のラファエル・ウルダネータ将軍が政権を維持していたが、ボリバルの死後はサンタンデル派の勢力が拡大し、ウルダネータ政権は崩壊。ウルダネータはヨーロッパに追放された。大コロンビアの崩壊後、コロンビアはヌエバ・グラナダ共和国として再編成される。
1832年に帰国したサンタンデルはヌエバ・グラナダ共和国の初代大統領に就任。奴隷貿易の廃止、公教育の拡充、保護貿易による産業の振興など優れた政策を行った。1837年に大統領職を辞し、晩年は共和国議会の上院議員を務めた。1840年5月6日、ボゴタで波乱の生涯を閉じた。死因は胆石。
私生活においては、シクスタ・トゥリア・ポントン・イ・ピエドライタという妻がおり、フランシスコ・デ・パウラ・ヘスース・バルトロメという息子と3人の娘がいる。サンタンデルは息子を「パチート」の愛称で呼んでいた。

## 評価

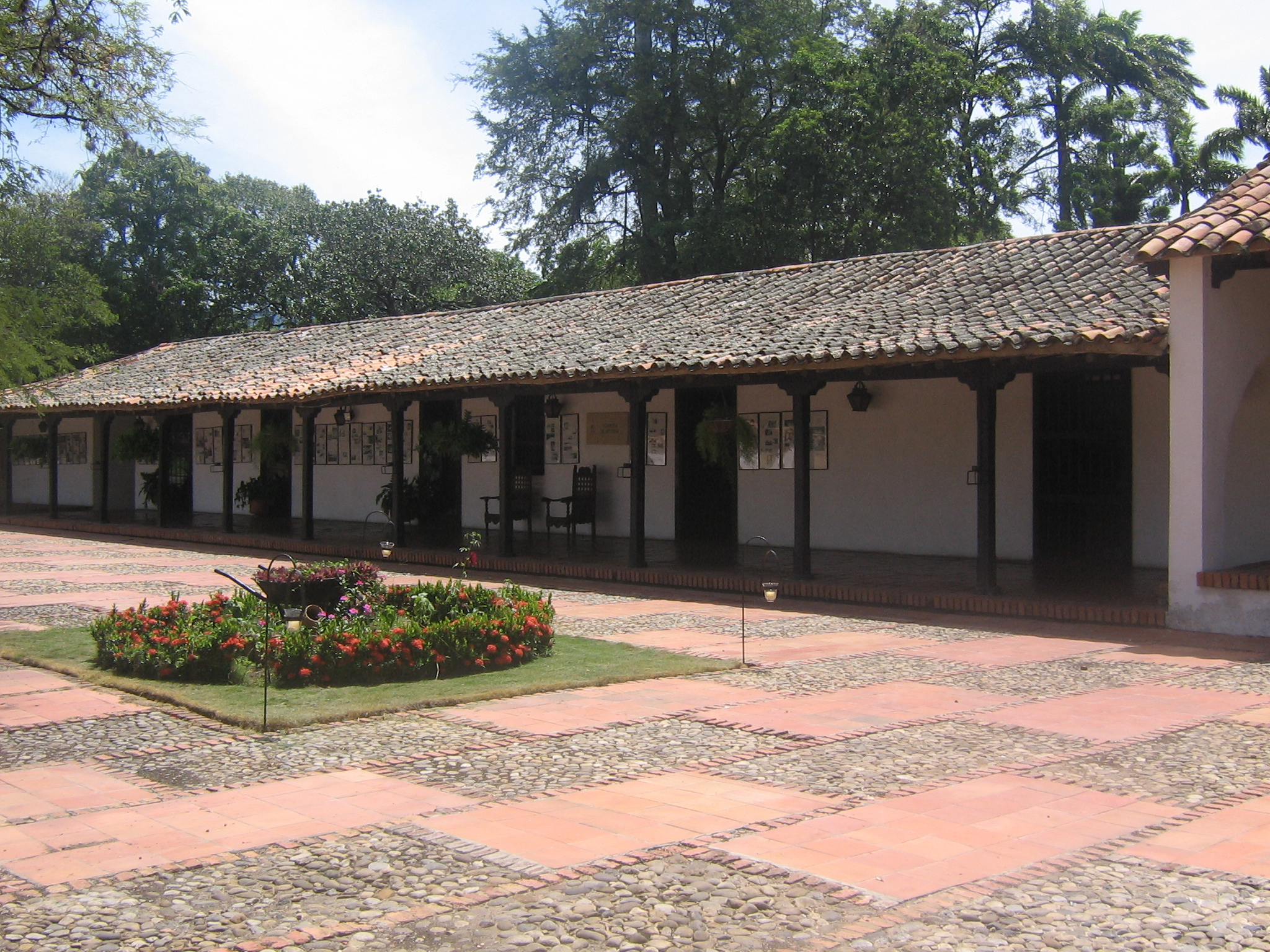
サンタンデルの生家

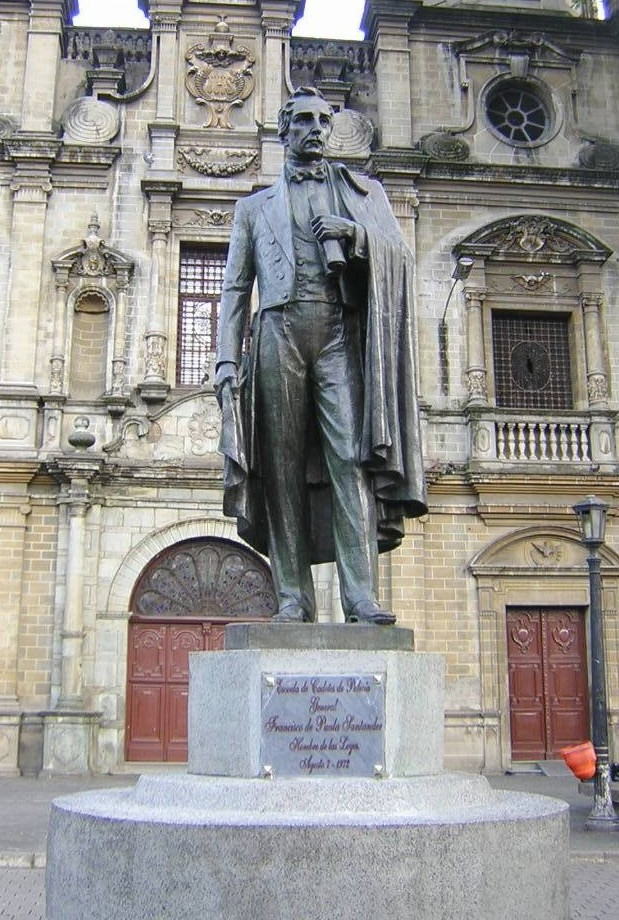
サンタンデルの銅像。メデジン

解放者ボリバルと対立したことで一般的な評価は決して高いとは言えないが、サンタンデルが行った政策については後世の歴史家から高く評価されている面も多い。特に教育ではジェレミ・ベンサムの功利主義を採用し、当時の世界でも最先端の教育改革を行った。サンタンデルの死後、1863年に制定されたリオ・ネグロ憲法は教会権利の制限、最大限の個人の自由、言論・出版の自由が明記され、フランスの文豪ヴィクトル・ユーゴーは憲法を読み、「ここに天使の国がある!」と絶賛したとされる。コロンビアはしばしば「南米で最も古い民主主義国家」と呼ばれるが、サンタンデルは法による支配の確立を試み、その礎を築いたという点で、彼が遺した遺産は評価に値すべきものがあろう。
2000コロンビア・ペソ紙幣に肖像が使用されている。

## 語録
- 「武器が汝らに独立をもたらしたなら、法が汝らに自由を与えるだろう」
- 「市民が畏敬すべきものは公の役職を持つ者ではなく、法のみである」
- 「我々はいかなるものの奴隷にもなるべきではない。ただ、法のみの奴隷になるべきだ」
- 「私を攻撃する手が、高く上げられているなら、汚名は私にではなく、手を上げたほうにある」
- 「私は、財産と、生命をも失うかもしれない。しかし、誇りは絶対に失わない」
- 「いつの日か、道理と正義が、私の正しさを証明する日が来るだろう！その希望のほうが、今、権力者にへつらって得られる地位や敬意よりも価値がある」
- 「侮辱を与えられた時、おとなしく落ち着いている者。それは虚弱以下であろう」